# GSC1856-556
GSC1856-556 — хімічно пекулярна зоря спектрального класу B9, що має видиму зоряну величину в смузі V приблизно 10,6.

## Пекулярний хімічний вміст
Зоряна атмосфера GSC1856-556 має підвищений вміст 
Si
.